# ヒストンH2B
ヒストンH2B（英: histone H2B）は、真核生物細胞でクロマチン構造に関与する4つの主要なヒストンタンパク質のうちの1つである。主要な球状ドメインと長いN末端テール、そしてC末端テールからなり、ヌクレオソームの構造と関係している。

## 構造

ヒストンテールとそのクロマチン形成における機能

ヒストンH2Bは126アミノ酸からなる低分子量構造タンパク質である。タンパク質を構成するのアミノ酸の多くは細胞内のpHで正電荷を持ち、DNA中の負に帯電したリン酸基との相互作用を可能にしている。中心となる球状ドメインとともに、ヒストンH2BのN末端とC末端には柔軟なヒストンテールが存在する。これらはクロマチンのbeads-on-a-string構造から30 nm繊維への凝縮に大きく関係している。他のヒストンタンパク質と同様、ヒストンH2Bにはヒストン間相互作用とヒストン-DNA間相互作用に最適化された明確なヒストンフォールドを持つ。
2コピーのヒストンH2BがヒストンH2A、ヒストンH3、ヒストンH4それぞれ2コピーずつと結合し、ヌクレオソームの八量体コアを形成してDNAに構造を付与する。2つのヒストンH3とヒストンH4が四量体を形成し、そこに2つのヒストンH2A/ヒストンH2B二量体が結合することで八量体コアは形成される。その後、約160塩基対のDNAがヌクレオソームの周囲に巻きつく。

## 機能

クロマチン構造の基本的単位

ヒストンH2Bは真核生物のDNAの組織化を助ける構造タンパク質である。ヒストンH2Bは、翻訳後修飾と専門化したヒストンバリアントによってクロマチンの構造と機能の調節を助ける。
アセチル化とユビキチン化は、ヒストンH2Bの機能に影響を与える翻訳後修飾の2つの例である。ヒストンテールの高アセチル化はヒストン-DNA間とヌクレオソーム-ヌクレオソーム間の相互作用を弱め、DNA結合タンパク質のクロマチンへのアクセスを助ける。さらに、特定のリジン残基のアセチル化は転写因子やクロマチン調節タンパク質に存在するブロモドメインの結合をもたらす。この結合はこれらのタンパク質の染色体の適切な領域へのリクルートを促進する。ユビキチン化されたヒストンH2Bはしばしば活発な転写領域にみられる。ユビキチン化されたヒストンH2Bはクロマチンリモデリングの促進を介して転写の伸長を促進し、転写の複数の要素を調節する、さらなる修飾のための場を作り出す。具体的には、ヒストンH2Bのユビキチン化はクロマチンの領域を開いてほどき、転写装置がDNAのプロモーター領域やコーディング領域にアクセスできるようにする。
詳細な研究が行われているヒストンH2Bのアイソフォームはわずかであるが、ヒストンH2Bのバリアントが重要な役割を担っていることが発見されている。特定のバリアントの機能を停止すると、セントロメアは適切に形成されず、ゲノムの完全性が失われ、DNA損傷応答がサイレンシングされる。具体的には、一部の下等真核生物では、ヒストンH2BのバリアントはH2A.Zと呼ばれるヒストンH2Aのバリアントに結合し、活発な遺伝子領域に局在して転写を補助する。マウスでは、H2BEと呼ばれるバリアントは嗅覚遺伝子の発現制御を助ける。このことは、ヒストンH2Bのアイソフォームがさまざまな組織で専門化した機能を持っているという考えを支持するものである。

## アイソフォーム
ヒトでは16種類のヒストンH2Bのバリアントが存在し、そのうち13種類は通常の体細胞で発現し、3種類は精巣でのみ発現している。こうしたバリアント（アイソフォームとも呼ばれる）は構造的に非常に類似しているが、それらのアミノ酸配列には一部に特異的な多様性が存在する。ヒストンH2Bのすべてのバリアントには同じ数のアミノ酸が含まれ、配列中の多様性はアミノ酸の数の上ではわずかしかみられない。こうしたバリアントは2つから5つのアミノ酸が変化しているだけであるが、こうした小さな差異でさえも高次構造を変化させる場合がある。
ヒストンH2Bの各アイソフォームは、他のタンパク質との相互作用、クロマチン上の特定の領域への局在、翻訳後修飾のタイプや数、安定性が異なる。こうした差異の全てが蓄積することで、アイソフォームはそれぞれ特有の機能を持ち、さまざまな組織で異なる機能を果たす場合もある。
通常のヒストンH2BはDNAが複製される細胞周期のS期の間に強く発現するが、ヒストンH2BのアイソフォームによってはDNA複製非依存的に細胞周期の全ての段階を通じて同じレベルで産生され、S期以外の段階でもヌクレオソームに付加される。
ヒストンH2Bのバリアントは"HistoneDB with Variants" databaseで検索することができる。

## 翻訳後修飾
ヒストンH2Bはいくつかのタイプの翻訳後修飾が行われ、こうした修飾はクロマチンの構造的・機能的組織化に影響を与える。行われている可能性のある修飾には、アセチル化、メチル化、リン酸化、ユビキチン化、SUMO化が含まれる。アセチル化、リン酸化、ユビキチン化はヒストンH2Bの修飾で最も一般的であり、最もよく研究されている。

### アセチル化
遺伝子のプロモーターやコーディング領域の双方に存在するヒストンH2Bには、N末端テールに存在する特定のリジン残基が高アセチル化または低アセチル化された特異的パターンが存在する。アセチル化は特異的ヒストンアセチルトランスフェラーゼに依存しており、転写活性化時に遺伝子のプロモーター領域で作用する。N末端テールのいくつかの部位のリジン残基へのアセチル基の付加は転写活性化に寄与する。ヒストンH2BのN末端テールのアセチル化（H2BK5acなど）は遺伝子の転写調節の非常に重要な部分をなしていると考えられている。

### O-GlcNAc化
H2BのS112のO-GlcNAc化はK120のモノユビキチン化を促進すると考えられている。K120のモノユビキチン化は転写活性化領域と関係している。

### リン酸化
ヒストンH2Bのリン酸化されたセリンまたはスレオニン残基は転写を活性化する。また、細胞がアポトーシス促進刺激を受けた場合、カスパーゼ-3はMST1キナーゼを活性化し、MST1はヒストンH2Bの14番のセリン残基をリン酸化して染色体凝縮を促進する。

### ユビキチン化
ユビキチンは通常ヒストンH2Bの120番のリジンに付加される。このリジン残基のユビキチン化は転写を活性化する。近年、他のユビキチン化部位も発見されているが、現時点ではそれらに対する研究や理解は進んでいない。ユビキチン結合酵素（E2）とユビキチンリガーゼ（E3）はヒストンH2Bのユビキチン化を調節する。これらの酵素は転写と共役してヒストンH2Bにユビキチンを付加する。ヒストンH2Bのユビキチン化レベルは細胞周期を通じて変化し、すべてのユビキチンは中期の間に除去され後期の間に再付加される。

## 遺伝学
ヒストンH2Bのアミノ酸配列は進化的に高度に保存されており、進化的に遠く離れた生物種でも極めて類似したヒストンH2Bタンパク質を持っている。ヒトでは、ヒストンH2Bは23種類の異なる遺伝子にコードされており、遺伝子にイントロンは含まれない。これらの遺伝子は全て6番染色体上のヒストンクラスター1と1番染色体上のヒストンクラスター2、3に位置している。各遺伝子クラスター内ではヒストンH2Bの遺伝子はヒストンH2Aをコードする配列とプロモーターを共有している。ヒストンクラスター内の遺伝子はS期の間に高レベルで転写されるが、個々のヒストンH2B遺伝子は細胞周期の他の段階でも発現している。これらはクラスターのプロモーター配列と特異的プロモーター配列による二重の調節を受けている。